# Juan Frausto Pallares
Juan Frausto Pallares (n. 10 de julio de 1941) es un religioso mexicano, hasta la fecha el primer y único Obispo auxiliar de la Arquidiócesis de León.
Nació en Tomelópez, localidad integrada en el municipio de Irapuato, Guanajuato, hijo del Sr. Luciano Frausto y la Sra. Aurelia Pallares. Es el último de doce hermanos. A los ocho años inició sus estudios de primaria en la ciudad de Irapuato, para terminarlos en la Escuela Apostólica del Seminario Diocesano de León, donde ingresó a la edad de doce años y cursó la totalidad de sus estudios eclesiásticos.
Fue ordenado sacerdote el 21 de junio de 1968 en la Catedral Basílica de León, por Mons. Anselmo Zarza Bernal. El 10 de diciembre de 2005 fue nombrado Obispo titular de Vagrauta y auxiliar de la Diócesis de León por el Papa Benedicto XVI.